# غينكي ناكاياما
غينكي ناكاياما (باليابانية: 中山 元気) (15 سبتمبر 1981 في شيمونوسيكي في اليابان – )؛ هو لاعب كرة قدم ياباني سابق كان يلعب كمهاجم.

## وصلات خارجية
- غينكي ناكاياما على موقع رابطة كرة القدم اليابانية للمحترفين (اليابانية)
- غينكي ناكاياما على موقع قاعدة بيانات كرة القدم.إي يو (الإنجليزية)
- غينكي ناكاياما على موقع Soccerway.com (الإنجليزية)
- غينكي ناكاياما على موقع عالم كرة القدم.نت (الإنجليزية)